# Турума
Турума (швед.  turuma) — тип судна в шведском флоте XVIII века, разработанный Фредериком Хенриком Чапманом, подкласс шхерных фрегатов (skärgårdsfregatter).

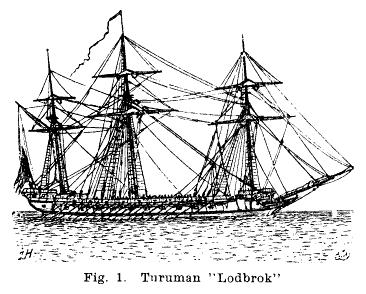
Турума «Лудбрук»

Появление турумы было вызвано необходимостью создания для шведского шхерного флота новых типов судов, которые, как и галеры, имели бы малую осадку и могли бы передвигаться как с помощью ветра, так и вёсел, но при этом обладали бы большей огневой мощью. Решение этой задачи было возложено на главного мастера шведского флота Ф. Х. Чапмана, который разработал четыре типа судов: удему, гемему, пойему и туруму.
Турума получила своё название в честь Абоского лена, который по-фински называется Turunmaa. Первое судно этого типа было спущено на воду в июле 1761 года в Штральзунде и называлось «Нурден» (Norden). Турума была двупалубным судном, его длина равнялась 35—38 м. На нижнем деке у него размещалось двадцать два — двадцать четыре 12-фунтовых орудий, ещё десять 3-фунтовых пушек находилось на верхней палубе. Судно имело 16—19 пар вёсел, гребцы располагались на верхней палубе. Экипаж корабля насчитывал 170—250 человек.
Турума имела три мачты и парусное вооружение фрегата.
В 1766 году комиссия Адмиралтейства признала туруму непригодной для плавания в шхерных районах из-за глубокой осадки. Кроме того, этот тип судов обладал малой манёвренностью, что вело к нарушению строя эскадры.
Однако в 1769 году постройка турум в Швеции вновь возобновилась. В 1771 году в Юргордене было спущено на воду самое большое судно этого типа — «Лудбрук» (Lodbrok). В 1774 году в Карлскруне были построены ещё четыре турумы.
Турумы получили боевое крещение в русско-шведской войне 1788—1790 годов, к началу которой армейский флот Швеции имел в своём составе семь турум: «Нурден», «Селлан Верре» (Sällan Värre), «Лудбрук», «Бьёрн Йернсида» (Björn Järnsida), «Рагвальд» (Ragvald), «Сигурд» (Sigurd) и «Ивар Бенлёс» (Ivar Benlös). Однако во время боевых действий они не оправдали возлагавшихся на них надежд.
Удема имела меньшие размеры и по сути была парусно-гребной разновидностью корвета, батарея у неё была прикрыта лёгкой навесной палубой, а банки гребцов оставались открытыми. Специфическим недостатком удем и турум, как и собственно галер средиземноморского типа, была открытая палуба для гребцов, что в суровых климатических условиях Балтики создавало для них крайне нездоровые условия, причём гребцы и в шведском, и в русском флотах были не каторжниками, а солдатами, так что большой популярностью эти типы кораблей на флоте не пользовались. Гемема была улучшенным вариантом турумы, у которой этот недостаток попытались исправить — банки гребцов убрали под палубу, пропустив вёсла через порты в бортах, а батарею переместили на верхнюю палубу, что, однако, отрицательно сказалось на огневой мощи корабля, который теперь мог безопасно нести лишь сравнительно лёгкие орудия. Пойема была по своей сути тяжёлой канонерской лодкой и представляла собой самодвижущуюся платформу для тяжёлой артиллерии.